# Château des Piast (Legnica)
 (février 2021).
 (février 2021).
Si vous disposez d'ouvrages ou d'articles de référence ou si vous connaissez des sites web de qualité traitant du thème abordé ici, merci de compléter l'article en donnant les références utiles à sa vérifiabilité et en les liant à la section « Notes et références ».
En pratique : Quelles sources sont attendues ? Comment ajouter mes sources ?
Le château des Piast situé à Legnica est un des plus vieux châteaux de Pologne.

## Historique

### Moyen Âge
Au VIIIe siècle, parmi les marécages de « Pojezierze Legnickie », à l’endroit où les rivières Czarna Woda et Kaczawa confluent, en créant le réseau de canaux et de bras-mort, on a construit le château fort de  bois et de terre. Le château est probablement construit par le tribu polonais Trzebowianie. Le peuple, en profitant du caractère naturel de défense de l’estuaire de Czarna Woda, a créé un rempart de terre dans lequel il a érigé le château fort. Avec les forteresses de Jawor et de Dunin, à la rivière Nysa Szalona, le château était l’endroit de la défense et de la contrôle du territoire de tribu Trzebowianie.
Selon les recherches dendrochronologiques, vers 985, pendant le règne de Mieszko Ier, on a construit le nouveau château (simultanément à la construction des châteaux à Wrocław et à Opole), pour protéger les territoires de Silésie annexés au pays des Piast.
À la fin du XIIe siècle, sur l’ancien site du château en bois, mentionné aussi pendant le règne de Boleslas IV le Frisé, on a construit le château qui était la première forteresse de pierre en Pologne. À ce moment-là, le château était entouré par la douve et le palais somptueux était entouré par le rempart de bois et de terre. La colline du château a été divisée en deux parties : la partie principale, où il y avait la résidence de prince avec la chapelle et la tour de Saint Pierre, et la seconde, de caractère administratif, où il était située la maison du castellan, les bâtiments agricoles et la tour près de l’entrée, appelée plus tard la tour de Sainte Edwige. Le palais était la résidence principale de duc Boleslas Ier le Long et de son fils Henri. Ils ont souvent résidé au château, en administrant ses biens. En 1172, pendant la révolte de Iaroslav, le fils de Boleslas Ier, le prince a été chassé de Legnica et château a été brûlé.
En 1241, on a réussi à défendre le château contre l’invasion de Mongols.
Aux XIIe et XIIIe siècles, le château était l’une des résidences principales des dirigeants de la Silésie.

### Reconstructions auxXVeetXVIesiècles
Au début du XVe siècle, la reconstruction du château était en cours, faite en coopération avec l’expert venu de France, le représentant du style flamboyant, appelé le Maître de St. Denis. Ses œuvres décoraient aussi le plus remarquable édifice de la ville, un joyau d’architecture gothique – la Collégiale du Saint-Sépulcre (pol. Kolegiata Bożego Grobu). Aujourd’hui, on peut voir les œuvres du maître à la cathédrale à Legnica.
Plusieurs décennies plus tard, Frédéric II a initié la reconstruction du château dans le style de renaissance. Le duc, connu pour la décision de choisir le protestantisme au lieu du catholicisme, a aussi décidé de démolir la grande Collégiale de Legnica. Le nouveau système de fortification de la ville – les remparts, les douves et quatre tours dans les coins, aussi vient de cette période. L’extension de la forteresse a été possible en partie grâce au matériau de construction obtenu par le démontage de la Collégiale, et aussi des chapelles et des églises en dehors de Legnica.
Sigismond Jagellon, connu plus tard comme le roi de Pologne Sigismond Ier le Vieux visitait souvent le château de Legnica. En 1560, une grande réception de mariage entre Henri XI et Sophie, la fille du margrave Georges de Brandebourg-Ansbach, a eu lieu dans le château. Il y avait de nombreux invités, de plus on a organisé le tournoi et les courses pour célébrer cet événement. Quand l’empereur Maximilien II est arrivé à la Silésie pour recevoir l’hommage des ordres de Silésie, Henri XI l’a invité à Legnica. Il est arrivé au château avec 2000 personnes, et la réception a duré cinq jours.

### Baroque et néo-gothique
Quand la dynastie de Piast s’est étendue, en 1675 les gouverneurs habsbourgeois ont habité dans le château. L’un d’eux, Johann Christoph Zierowski (1693) a largement contribué à la rénovation et l’agrandissement du château. Pourtant, le système de deux cours n’a pas été touché. L’édifice est survécu sous cette forme jusqu’à la première décennie  du XVIIIe siècle, quand un grand incendie a détruit la chapelle de princes sur la porte de Lubin, la vieille tour romane à côté et les ailes nord et est du château.
La reconstruction après l’incendie a donné le caractère baroque au château. On n’a plus reconstruit de tour de Lubin ou de chapelle. Les pilastres dans la façade ont séparé les fenêtres réparties à deux et entourées de bordure. Le rez-de-chaussée, séparé des étages par le corniche, a constitué un socle. Au-dessus des fenêtres au premier étage, on a installé les corniches décoratifs de style baroque, indiquant le caractère représentatif de cet étage.
En 1740, quand Legnica a été prise par le roi de Prusse Frédéric II, on a ordonné la démolition de la forteresse. Finalement, on a rempli les douves, démoli le pont basculant et déterminé le caractère de l’administration et du stockage des bâtiments.
En 1835 et en 1840, le château a été touché par les incendies. En 1840, la reconstruction du château a été commencé. Elle a été menée en quelques étapes, dans les années 1846, 1866-1867 et 1879, et finie par le remplacement du caractère romantique de château par le style gothique. Au cours de la reconstruction du château, on a changé la fonction des ailes particuliers, reconstruit l’intérieur, crée les nouvelles cages d’escalier, changé les façades par la création des créneaux. La galerie entre deux cours a été transformé dans le style néo-renaissance et l’ordre ionique. L’ancienne tour de l’horloge a été reconstruite dans le style romane.
On a déplacé l’entrée au château à côté est, au pied de la tour de Saint Pierre. La porte est divisée en deux parties : la route et le passage piéton, la façade de la porte est appuyée par les deux murs. À l’intérieur de l’un d’eux, il y avait la descente dans les casemates souterraines. À la hauteur de frise de la porte, au-dessus des murs, il y avait deux meurtrières en forme originelle du cœur aplati. Sauf la porte, il n’y a aucune trace préservée de l’architecture de cette période.
En février 1945, le château a été détruit par l’incendie encore une fois. Il a été reconstruit dans les années 1960 et destiné à l’instruction publique.

## Château des Piast – une légende
Comme presque chaque château, le château des Piast est le cadre des légendes. Surtout les deux tours, de Sainte Edwige et de Saint Pierre constituent le sujet des légendes racontées par les habitants de ville. Le nom de la tour de Sainte Edwige vient du nom de la duchesse, qui a résidé dans la tour pendant ses visites à Legnica. On dit que la profondeur du sous-sol est égale à la hauteur des murs. La duchesse Edwige y passait la majorité du temps en faisant des prières ou en parlant avec les anges.
La légende sur la tour de Saint Pierre dit l’histoire du chevalier désobéissant, Otto von Hohen, à qui le prince a ordonné d’apporter la nourriture au condamné, imprisonné dans la tour. Cependant le chevalier Otton, connu pour sa vie de débauche, a rapidement gaspillé l’argent destiné à la nourriture pour le condamné. Après le retour, le prince a découvert que le condamné est innocent et il a ordonné de le libérer, mais dans la tour on a trouvé le corps du page, qui est mort de faim et de soif en l’absence du chevalier. Le monarque furieux a ordonné d’imprisonner le chevalier Otton dans la tour et l’a comdamné à mourir de faim. Otto van Hohen, imprisonné avec les corps en décomposition, n’a même pas survécu dix jours dans le cachot. Les jours et les nuits, il a crié en implorant la pitié et la libération, mais le prince est resté inébranlable. Le chevalier a été enterré avec le page dans une tombe commune. À partir de ce jour-là, le fantôme du chevalier Otton a commencé de hanter dans les ruelles de la ville. Selon les habitants, dans la nuit, on peut toujours entendre les gémissements sortant de la tour. À la mémoire de cet événement, la tour a été appelée La Tour de la Faim (pol. Wieża Głodowa), et les deux noms sont utilisés à nos jours.

## Architecture
Le château des Piast à Legnica peut être appelé « castrum », en tant que la première forteresse de pierre en Pologne. Il a été érigé sur le site de l’ancien château fort. Le palais couvre la majorité de l’espace de la cour du côté sud. Il a été construit en brique, sur un plan rectangulaire de dimensions 16,15 m sur 61,2 m, tandis que les encadrements des fenêtres et la porte sont faits de grès. À l’origine, le palais mesurait 12 mètres de hauteur, était couvert par un toit à deux versants, probablement fait de bardeaux. De nos jours on peut encore voir les traces de la division entre les trois étages du palais.
Les tours du château, octogonale de saint Pierre et ronde de sainte Edwige, conservées jusqu’à aujourd’hui, ont été construites en même temps que le palais. Elles font partie des premières tours fortifiées de ce type dans l’architecture de Silésie et de Pologne. La tour de saint Pierre, nommée après le patron de Legnica, est située environ 14 m à l’est du palais. À l’origine, elle mesurait 25 m. La tour de sainte Edwige a été érigée au territoire du bourgade du château. Au début, sa fonction était de protéger l’entrée principale au château. Au XVIe siècle, l’entrée a été remplacée par la porte représentative, à la suite de la reconstruction de la résidence de la duchesse dans le style Renaissance. À l’origine, elle mesurait 20 m. Les tours sont toutes les deux couronnées d'un toit pointu en forme d’un cône. Bientôt, on va inaugurer la terrasse d’observation dans la tour de saint Pierre, entourée des balustrades ajourées et sculptées en grès.
La porte principale du château est décorée de médaillons sculptés en grès et de motifs végétaux, faits avec finesse, dans le style Renaissance. Ces ornements sont considérés comme le meilleur exemple de la sculpture sur bois de style Renaissance à Legnica.
Un élément du château très intéressant pour son architecture est une passerelle dans le côté sud de la cour, connectant les deux ailes du château. Elle a été construite à la fin du XIXe siècle, dans le style néo-gothique, ce que montrent les colonnes bien construites et les éléments convexes sur la façade, peints en deux couleurs. Aujourd’hui, dans cette partie du château se trouve la bibliothèque du Collège universitaire de formation des maîtres de langues étrangères (pol. Nauczycielskie Kolegium Języków Obcych) à Legnica.

## Galerie

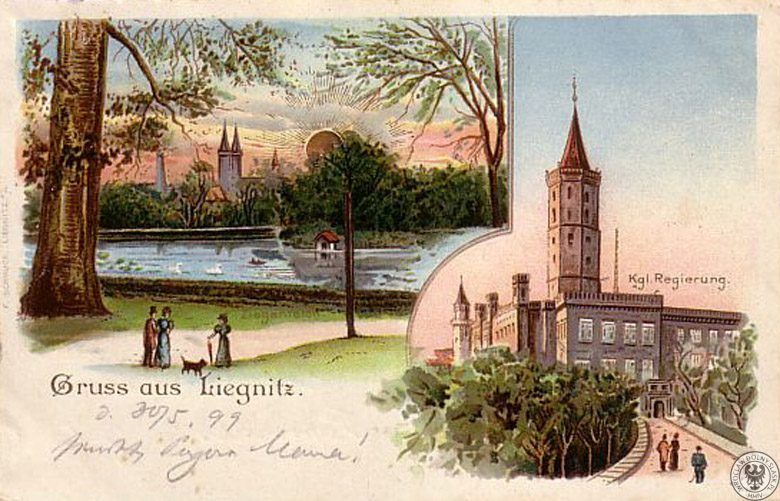
Le château des Piast à Legnica sur une carte postale de 1899
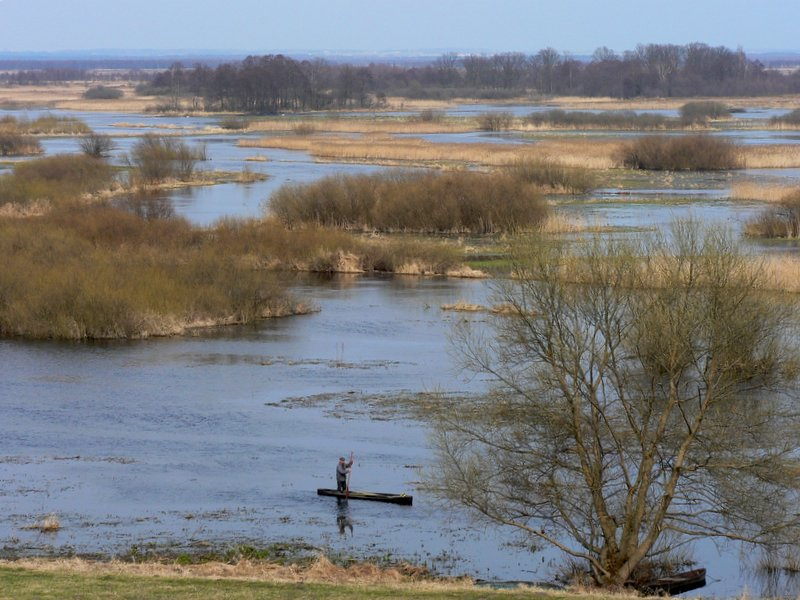
Les grands marécages créés par les rivières Kaczawa et Czarna Woda
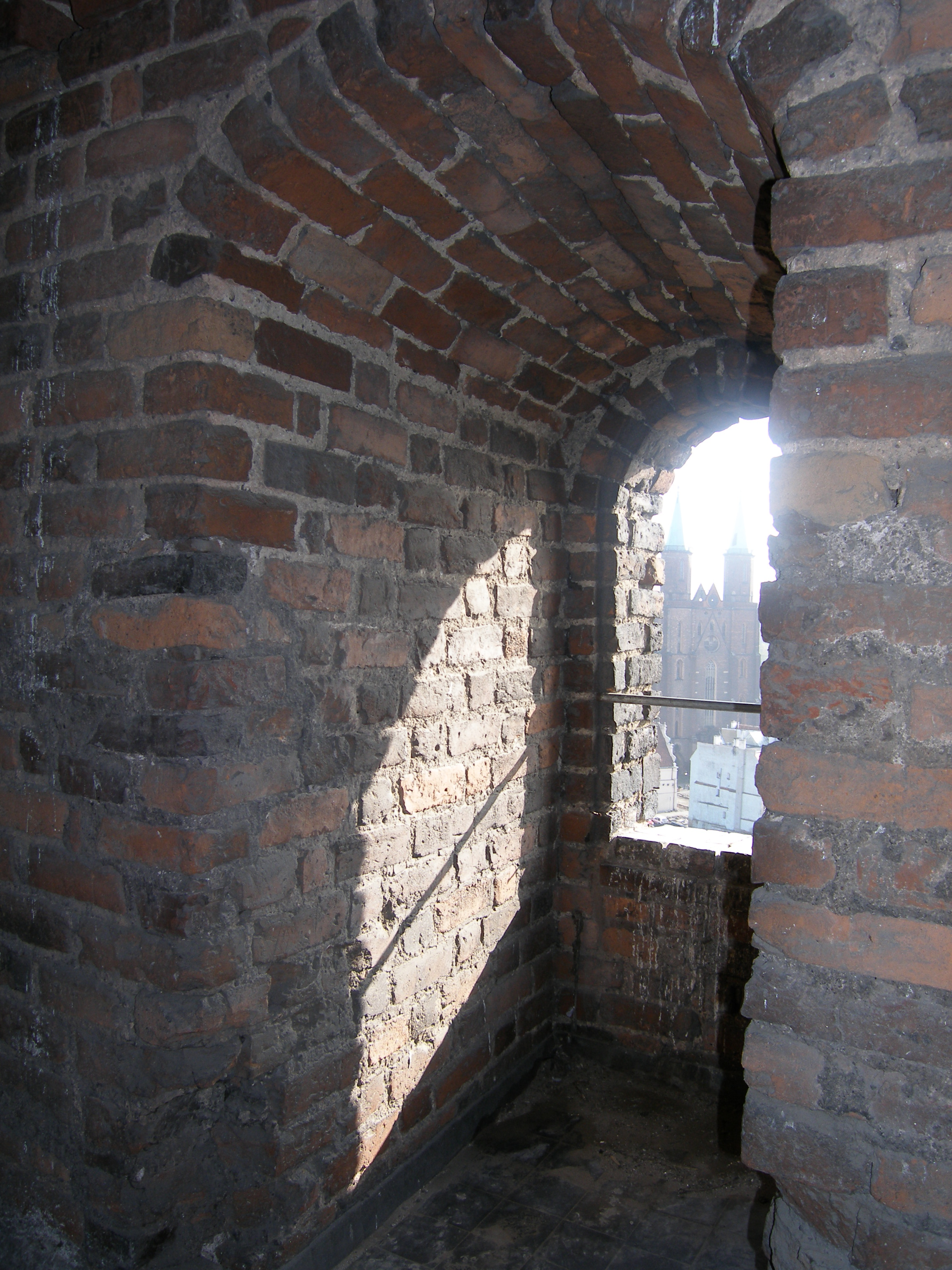
Vue de la tour de Saint Pierre (de Faim)
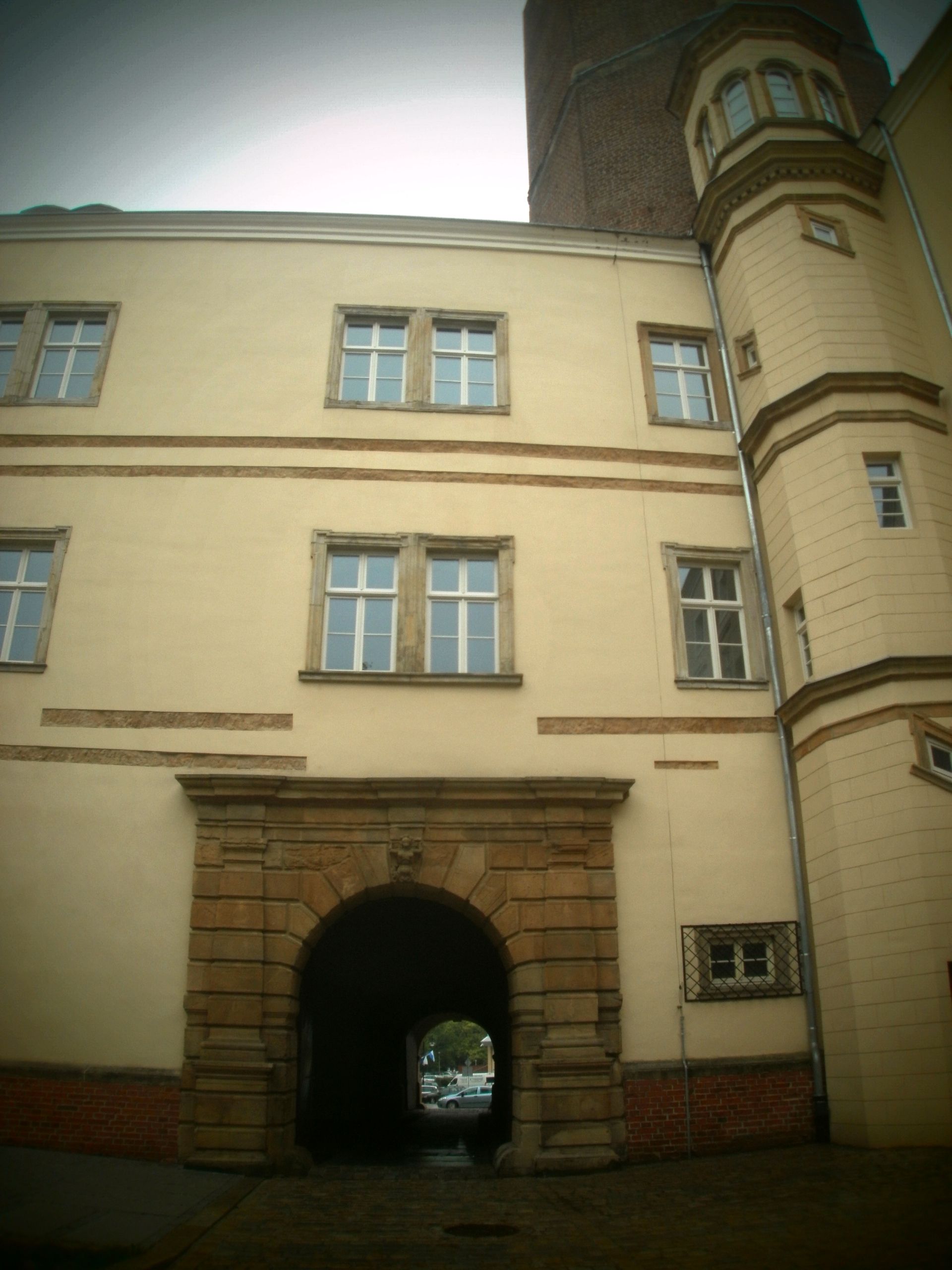
La tourelle adjacente à la tour de Saint Pierre
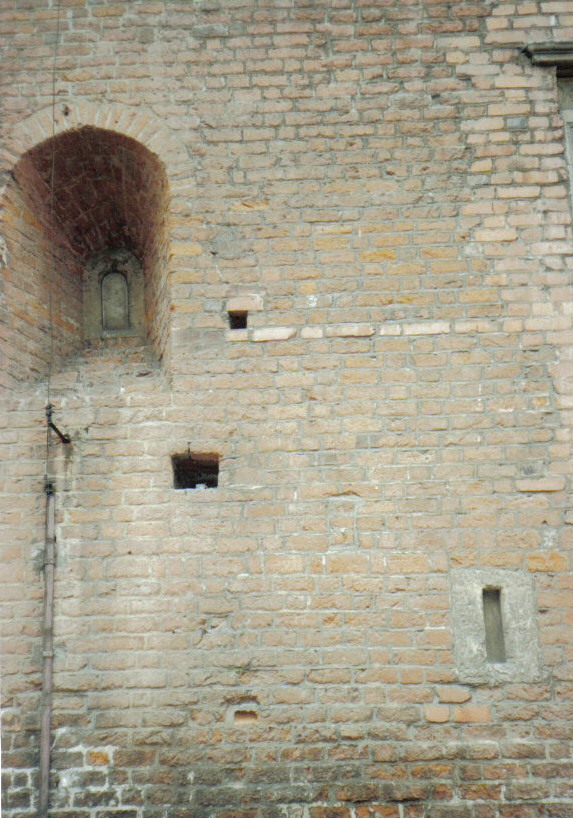
Fragment du mur de style roman
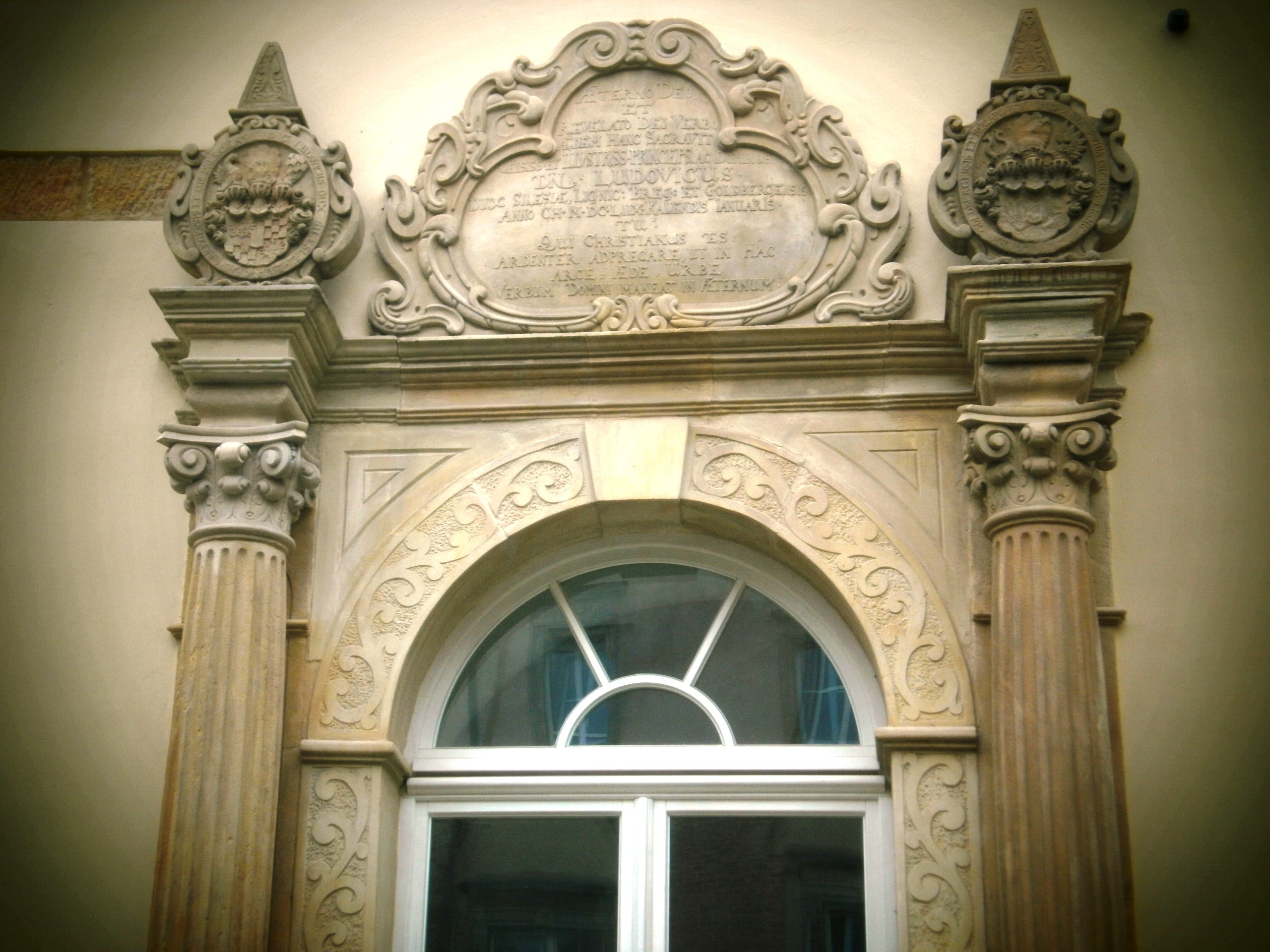
La cour du château. La bordure décorative autour des fenêtres et les colonnes ornées des blasons avec les casques de chevaliers
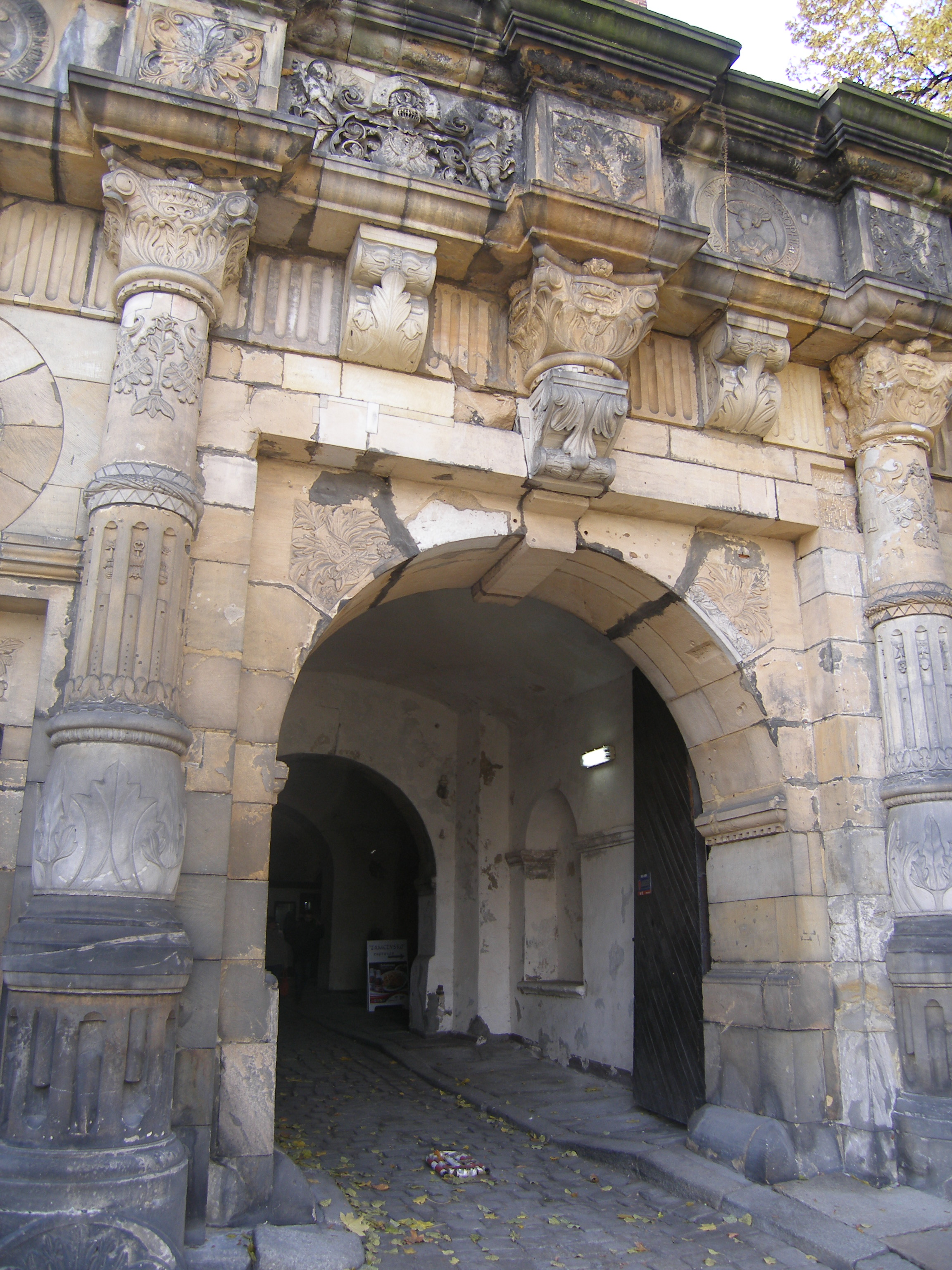
Le portail du château
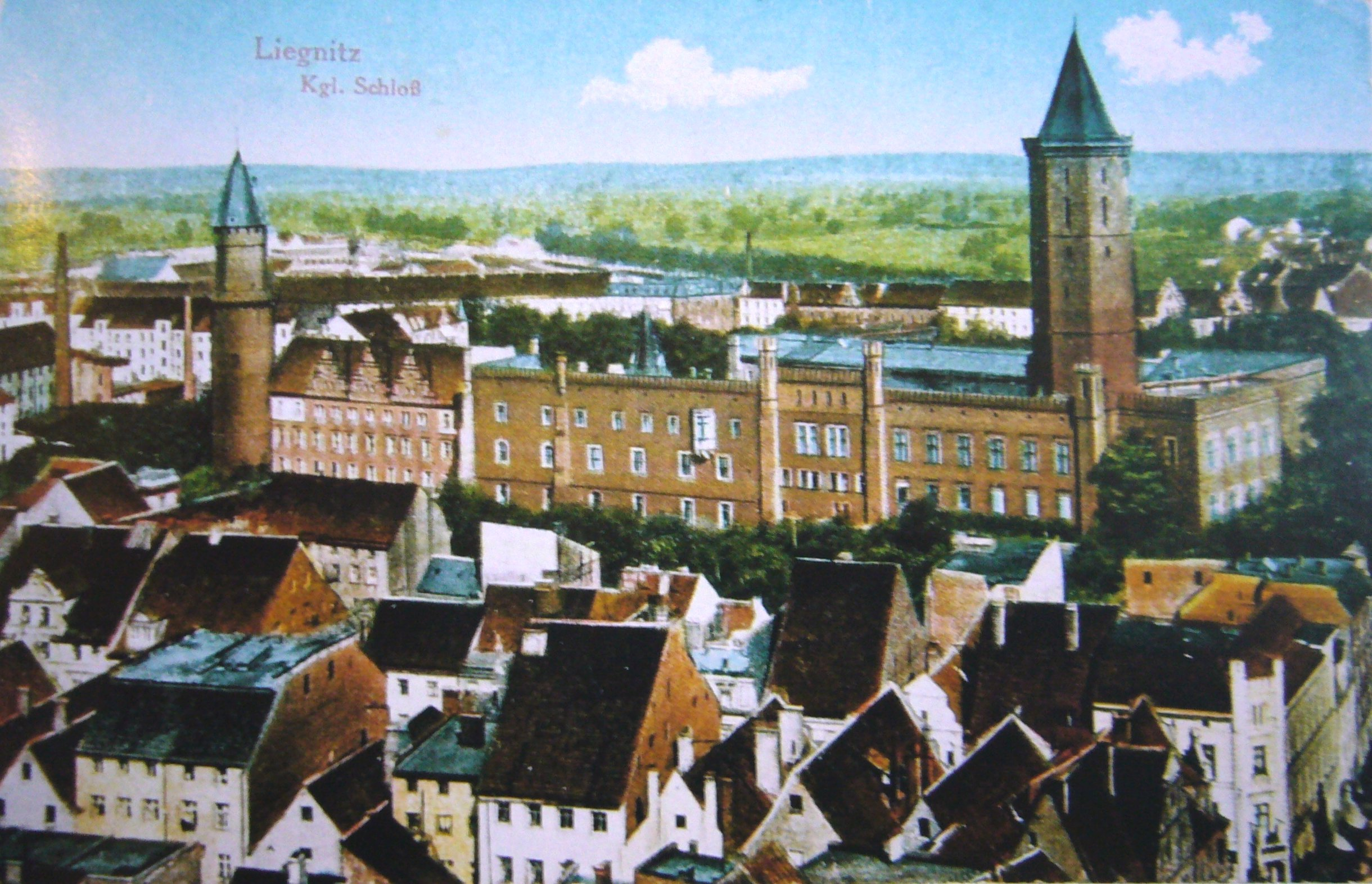
Vue sur le château de la tour de l’église Sainte Marie, au début du XXe siècle
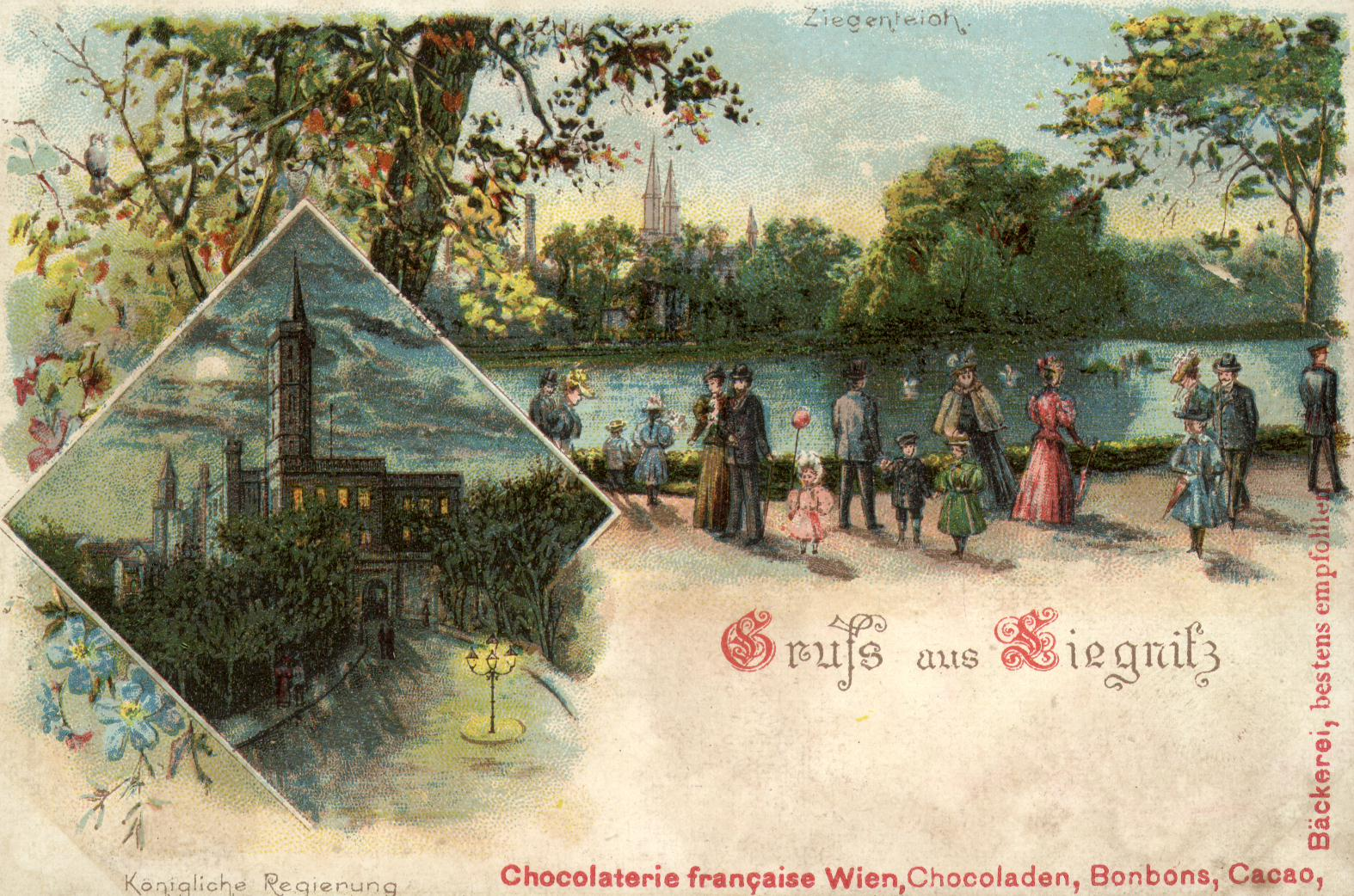
Le château sur une vieille carte postale
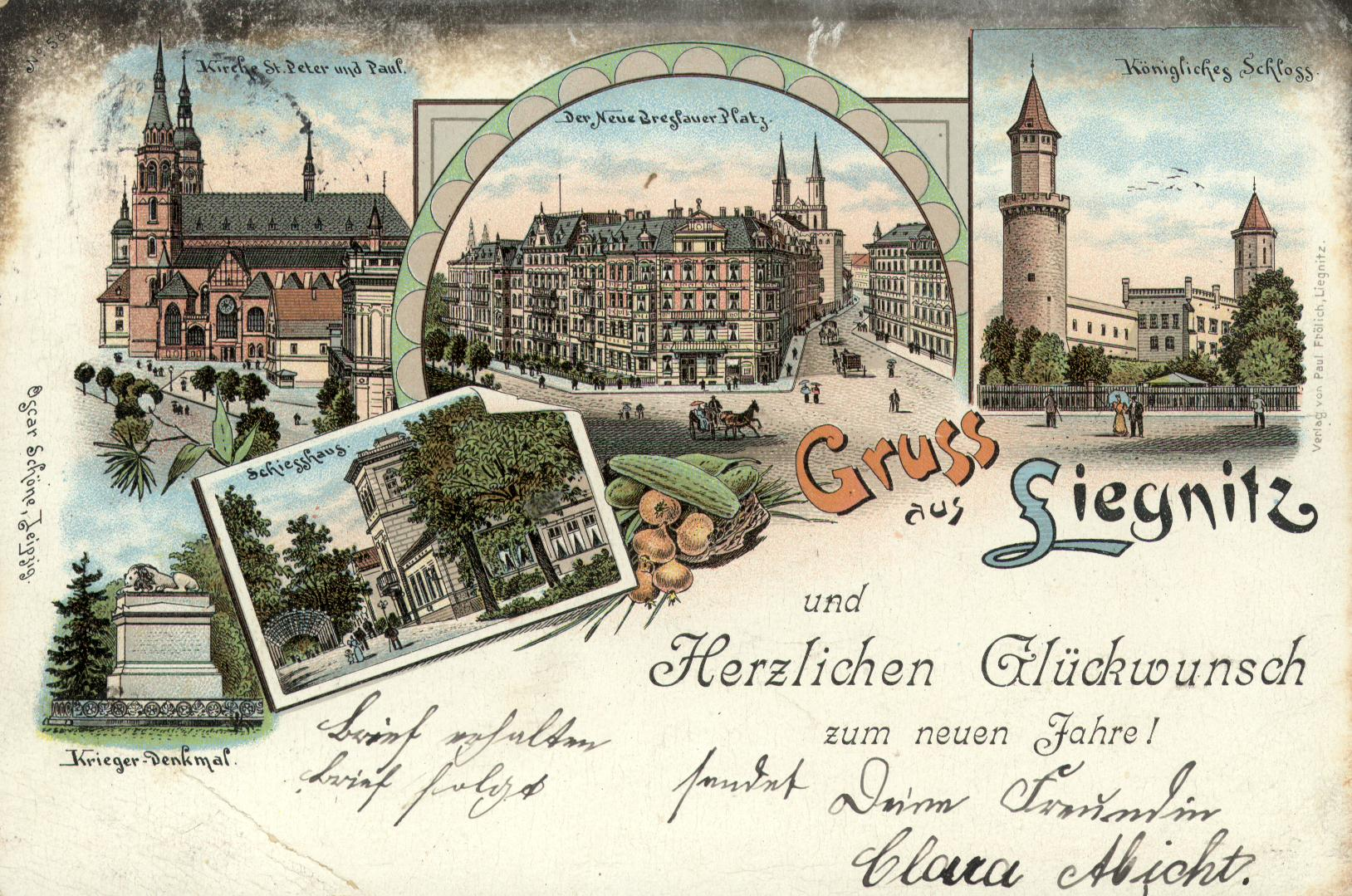
Le château sur une vieille carte postale

## Le château aujourd’hui
Les deux tours gothiques, octogonale de Saint Pierre et ronde de Sainte Edwige, se sont préservées jusqu’à nos jours. En plus, les vestiges (en pierre et en brique) de la chapelle romane de Saints Benoît et Laurent, découverte pendant les travaux archéologiques, sont situés dans le pavillon construit dans la cour du château. À côté du château, il y a la tour de Głogów (autrefois, la partie des remparts de la ville, en bon état jusqu’à aujourd’hui).
En 2009, la revitalisation du château a commencé, les premiers travaux concerneront les tours de Saint Pierre et de Sainte Edwige et la toiture. En plus, les tours seront ouvertes au public.
Aujourd’hui, dans le château il y a des sièges des écoles suivantes : le Collège universitaire de formation des maîtres de langues étrangères, le Collège no 4 et l’École supérieure de management (pol. Wyższa Szkoła Menedżerska). En association avec le Collège universitaire, il fonctionnent les institutions : Dom Słuchacza et Centrum Informacji Językowo-Metodycznej. Cette dernière a été créée en 1990 pour soutenir le procédé didactique de l’école. La bibliothèque coopère avec plusieurs centres éducatifs pour les enseignants en Pologne et à l’étranger. De plus, elle entre en contat avec les maisons d’édition étrangères, ce qui permet d’enrichir la collection avec les nouvelles publications spécialisées.
Il fonctionnent aussi les ateliers de perfectionnement pour les enseignants de langues étrangères. PDNJO - Pracownia Doskonalenia Nauczycieli Języków Obcych fonctionne à partir du 2000. L’institution organise les cours et les ateliers méthodiques pour les enseignants de langues étrangères (allemand, français, anglais), conduits par les enseignants qualifiés, venant de la Pologne et de l’étranger.
INSETT (In-service Teacher Training) fonctionne à partir d’octobre 1996, et constitue la partie du programme de perfectionnement pour les enseignants de l’anglais, sous l’administration du Ministère de l’éducation nationale (pol. Ministerstwo Edukacji Narodowej), du Centre de perfectionnement des enseignants (pol. Centralny Ośrodek Doskonalenia Nauczycieli) et de British Council. L’activité de INSETT de la région de Legnica concerne les enseignants de l’anglais dans les écoles primaires, les collèges et les lycées dans les voïvodies de Basse-Silésie et d’Opole.
Le projet CORFAN a été créé en 2002 comme la partie du programme CONCORDE, le programme national de perfectionnement des enseignants du français, avec le soutien de :
- Ministère de l’éducation nationale et du sport (pol. Ministerstwo Edukacji Narodowej i Sportu)
- Ambassade de France en Pologne
- Centre de perfectionnement des enseignants à Varsovie
- Collège des enseignants du français à Varsovie (pol. Nauczycielskie Kolegium Języka Francuskiego)
- Association des enseignants du français PROF-EUROPE (pol. Stowarzyszenie Nauczycieli Języka Francuskiego)